# Жандарм и инопланетяне
«Жанда́рм и инопланетя́не» (фр. Le Gendarme Et Les Extra-Terrestres) — французская фантастическая кинокомедия с Луи де Фюнесом в главной роли. Пятый из шести фильмов о приключениях бригады жандармов из Сен-Тропе.

## Сюжет
Во время патрулирования местности коллега и подчинённый Людовика Крюшо (Луи де Фюнес) наблюдает за взлётом НЛО. Впоследствии этот объект видит и сам Крюшо. Они тут же докладывают об этом шефу Жерберу (Мишель Галабрю), который просто не хочет в это верить. Но когда Крюшо начинает встречать двойников своих коллег, то понимает, что это проделки инопланетных роботов-андроидов, и дело принимает опасный оборот. Пытаясь расправиться с ними, Крюшо по ошибке нападает на вышестоящих коллег, после чего его решают изолировать. Но ему всё же удаётся бежать и спрятаться в женском монастыре, переодевшись в костюм монахини.
А тем временем инопланетяне продолжают свои перевоплощения в простых жителей города. Наконец Крюшо удаётся убедить своих коллег в потенциальной опасности пришельцев, и жандармы начинают разрабатывать план по их поимке: облить их водой, чтоб они ржавели. Отработка этого плана на всех без исключения жителях города вызывает их массовое недовольство, и жандармы разрабатывают хитрый план…

## Роли исполняли
- Луи де Фюнес — старший вахмистр Людовик Моревон Крюшо
- Мишель Галабрю — аджюдан (старшина) Жером (Альфонс) Жербер
- Морис Риш[фр.] — жандарм Бопье
- Жан-Пьер Рамбаль — жандарм Топэн
- Ги Гроссо — жандарм Гастон Трикар
- Мишель Модо — жандарм Жюль Берлико
- Мария Мобан[фр.] — Жозефа Крюшо
- Мишлин Бурде ― Сесилия Жербер
- Франс Румийи — настоятельница Клотильда
- Жан-Роже Коссимон — епископ
- Марио Давид — похититель канистры масла
- Жак Франсуа — полковник
- Ламбер Вильсон — инопланетянин
- Рика Хоффман — девушка-алкоголик, которую Крюшо принял за инопланетянку.

## Прокат
Прокат во Франции стартовал 31 января 1979 года, в Португалии — 30 марта 1979 года, в Аргентине — 21 июня 1979 года, в СССР — в марте 1981 года.

## Награды
- 1980: Премия «Золотой экран», Германия.